# Dans profan (Claude Debussy)
În Dansul profan, Debussy exploatează toate posibilitățile variaționale libere, ce vor fi prezente de-a lungul întregii piese influentând însăși structura formală.  Tempourile sunt și ele esențiale în economia compozițională a piesei. Dacă Dansul sacru are un singur tempo de bază, care pe alocuri prezintă mici variații ce-i dau fluiditate și elasticitate, Dansul profan are mișcări diferite, uneori, foarte contrastante. Varietatea agogică creează o stare de ușoară instabilitate și de pulsație mereu schimbătoare, o balansare continuă.  
Este de asemenea de remarcat marea varietate și complexitate ritmică a Dansului profan.  În Dansul sacru sunt întâlnite doimi, pătrimi, optimi, triolete de doimi și pătrimi și, doar în final, treizeci doimi și o singură notă lungă, dar nici o șaisprezecime, pe când în Dansul profan se întâlnesc majoritatea combinațiilor de valori.
Al doilea dans este o lucrare unde se întâlnesc majoritatea modurilor de atac de care dispune harpa, atât tradiționale, cât și cele de ultimă oră. Debussy utilizează cu genialitate toate mijloacele pentru o valorifica instrumentul solist: arpegii, game, acorduri, octave, sunete naturale, flajolete, triluri, apogiaturi, bisbigliando, glissandouri, sunete detașate, staccato, legato, tenuto,  combină sunetele naturale cu cele armonice ș.a.m.d.  
Tranziția de la primul la al doilea dans se face printr-un enchainez = legați, înlănțuiți, care arată că între ele nu se face pauză și că dimpotrivă, trecerea este lină, continuă astfel încât retenu-ul final să pregătească tempo-ul Dansului  profan: Modéré (q = 152), în care valoarea de doime cu punct din ultima măsură a Dansului sacru să aibă aproximativ durata unei măsuri din Dansul profan. 
Dansul profan este un rondo – ABACA – construit pe principiul variațional. Refrenul A este compus din măsurile 1 până la 54. Tema inițială a refrenului – a1 apare la cele două viori și violă, într-o prezentare izoritmică, unde melodia este încredințată primei viori. Această temă are particularitatea că începe anacruzic, pe timpul al doilea, octavele harpei, constituind fundamentul armonico-ritmic cruzic. La prima sa apariție, tema este expusă în pp, iar la reluare (măsurile 9-14) apare ca un ecou, fiind notată più pp. 
Tema a2 se întinde între Animez și următorul a tempo (măsurile 15-22), formând o perioadă de opt măsuri. Aici, materialul tematic, expus de violoncel și violă, este o melodie în pizzicato, construită pentatonic, pe sunetele: mi – sol – la – si – re, peste care este suprapus stratul ornamental asigurat de cascada sonoră de acorduri și arpegii ascendente și descendente realizate de harpă.
Tema a1 este reluată puțin modificat (măsurile 23-36), fiind prezentată simultan în două ipostaze diferite, dar asemănătoare: harpa expune cruzic o variantă  augmentată ritmic, în flajolete, fiind dublată de violoncel și  contrabas, iar restul orchestrei reia expunerea originală – anacruzică.Tema a1 este reluată identic de orchestră, noutatea apărând la harpă în măsurile 31-36, sub forma  unor ghirlande sonore cu aspect de variațiune netematică. 
Tema a2 revine doar cu prima frază (măsurile 37-40).  Elementul de noutate îl reprezintă trilul viorii a doua – constituind o pedală de mi bemol, dublată de harpă în bisbigliando.  De data aceasta pentatonia se realizează pe sunetele: mi bemol - fa becar – sol -  la - do becar, și se desfășoară pe o dublă pedală: la-mi bemol. 
La ultima revenire a temei a1 (reperul 3), Debussy adduce o nouă distribuție a rolurilor, tema apărând pentru prima dată la harpă - în versiunea ritmică originală și în expunere armonică - iar  orchestra atacă cruzic. 
Fragmentul de la Animez la următorul a tempo (măsurile 55-62) poate fi socotit o secțiune tranzitorie, cu funcție de concluzie a refrenului.  Aici harpa cu pedale dă un examen sever în ceea ce privește posibilitățile de a cânta pasaje intens cromatizate. 
Grupul tematic B   apare în măsurile 63-92 după o formidabilă explozie de energie, unde tensiunile încep să se calmeze.
Tema b1 pare cunoscută, fiind de fapt o variantă a  temei a1, cu care seamănă și de care se deosebește totodată. Începe cu o introducere de orchestră - ca o pregătire pentru apariția temei propriu-zise, tema fiind prezentată de harpă în modul do major melodic, într-o combinație timbrală de flajolete și sunete naturale, ce creează un joc inedit de culori și un interesant efect de repetitivitate, obținut prin suprapunerea sunetelor naturale peste sinonimele lor armonice, procedeu întalnit și în Introducere și Allegro de Ravel.
Tema b2 cuprinsă în măsurile 78-84 are un pronunțat profil ornamental, ce permite harpei să realizeze figurații ritmico-melodice, ce se desfășoara pe acompaniamentul orchestrei, ce oscilează între major și minor.
La Animez  (reperul 4) începe o nouă tranziție în care sunt suprapuse două tipuri de pedale: una ritmico-armonică la harpă și una armonică - acordul de do major al orchestrei - care realizează un diminuendo orchestral și dinamic. 
Refrenul (măsurile 93-108) revine concentrat la tema a1 în varianta inițială, fiind format din două perioade. În prima perioadă (măsurile 93-100) tema este expusă de orchestră, iar harpa realizează o linie ornamentală, iar în perioada a doua (măsurile 101-108) este diferită de prima, având un profil dinamic contrastant.  Aici orchestra continuă dezvoltarea tematică pe alte armonii, iar harpa schimbă complet registrul, desfășurând arpegii descendente de septimă.
Cupletul C (măsurile109-122) debutează la Le double moins vite (Tempo rubato), într-o mișcare de două ori mai lentă decât tempoul de bază, aducând o muzică contrastantă, complet diferită și fără nici o asemănare cu ce a fost până acum, sau cu ce va urma.
Legătura cu ultimul refren se face printr-o a treia tranziție - a Tempo, Animez (măsurile 123-129) - construită pe sextolete și treizecidoimi, cu rol dinamizator în primele patru măsuri, și un calando spre final (dim. molto, retenu).  Interesant este aici momentul de legătură cu tranziția (măsurile 122-123), întrucât trecerea se face abrupt și ca tempo și ca nuanță și ca stare și, mai ales, din punct de vedere armonic. Se modulează la șapte cvinte, respectiv, de la patru diezi la trei bemoli. 
Dacă la harpa cromatică acest fapt nu ridica nici o problemă tehnică, deoarece acest instrument are toate coardele corespunzătoare sunetelor gamei cromatice, pe harpa cu pedale trebuie schimbate șapte pedale pe ultimul timp al măsurii, lucru imposibil de realizat, soluția fiind schimbarea pedalelor din timp după arată exemplul de mai jos:
La măsura 217 se produce o situație inedită: după un calando se aduce brusc un tempo mai rapid, de fapt cel mai rapid tempo din toată lucrarea 10 Tempo I (Un peu plus mouvmenté), având ca avantaj atragerea atenției și creșterea interesului ascultătorului.
Refrenul (măsurile 217-232) revine pentru ultima oară, expunând tema a1 aproape identic cu prima sa apariție. Tema este încredințată orchestrei, iar harpa o însoțește, realizând o variațiune acordică pe armonii complementare, și apogiaturi cu rol coloristic și dinamizator, menite să dea un caracter vesel întregului discurs muzical.
La reperul 6 începe Coda- secțiune ce reprezintă o încununare a tot ceea ce s-a petrecut pe parcursul celor două Dansuri. Prima storfă este construită pe elemente din tema a1 augmentate ritmic, expuse de orchestră, în timp ce harpa are mers acordic, constituind o variațiune ritmică a temei orchestrei. În strofa a doua(măsura 154)  orchestra cântă  o pedală de re, în timp ce  harpa desfășoară arpegii largi pe acordul de re minor cu sunete adăugate. Aceste arpegii sunt greu de realizat cu precizie și acuratețe, de aceea au fost căutate variante mai ușoare, prin realizarea sinonimiilor pe sunetele fa diez = sol bemol și si = do bemol.
Se realizează o sonoritate puternică și generoasă (ff), care creează o zonă de mare tensiune și dramatism, reprezentând  punctul culminant al întregii lucrări. 
În epodă (măsurile 160-163) se revine la modul major pe re, orchestrei fiindu-i repartizată pedala de cvintă, iar harpei arpegiul complet. Nuanța și tensiunea scad treptat până aproape de dispariție. În ultima măsură, Debussy, surprinde din nou prin nuanța de ff subito și revenirea la tempo-ul Retenu, realizând un final mai interesant și atractiv.
După cum s-a văzut, Dansurile de Claude Debussy au o valoare inestimabilă, lucrarea putând fi considerată o adevărată capodoperă a genului, ce necesită din partea interpretului o înaltă calificare.